# Cranfills Gap
Cranfills Gap è un centro abitato degli Stati Uniti d'America, situato nella contea di Bosque dello Stato del Texas.

## Geografia fisica
Cranfills Gap è situata a 31°46′25″N 97°49′42″W (31.773727, -97.828335).
Secondo lo United States Census Bureau, ha un'area totale di 0,7 miglia quadrate (1,8 km²).

## Società

### Evoluzione demografica
Secondo il censimento del 2000, c'erano 335 persone, 132 nuclei familiari e 90 famiglie residenti nella città. La densità di popolazione era di 459,9 persone per miglio quadrato (177,2/km²). C'erano 156 unità abitative a una densità media di 214,2 per miglio quadrato (82,5/km²). La composizione etnica della città era formata dal 91,34% di bianchi, lo 0,30% di afroamericani, lo 0,90% di nativi americani, il 4,78% di altre razze, e il 2,69% di due o più etnie. Ispanici o latinos di qualunque razza erano l'8,66% della popolazione.
C'erano 132 nuclei familiari di cui il 37,9% aveva figli di età inferiore ai 18 anni, il 53,8% erano coppie sposate conviventi, il 9,8% aveva un capofamiglia femmina senza marito, e il 31,1% erano non-famiglie. Il 28,8% di tutti i nuclei familiari erano individuali e il 16,7% aveva componenti con un'età di 65 anni o più che vivevano da soli. Il numero di componenti medio di un nucleo familiare era di 2,54 e quello di una famiglia era di 3,13.
La popolazione era composta dal 29,3% di persone sotto i 18 anni, il 6,6% di persone dai 18 ai 24 anni, il 23,0% di persone dai 25 ai 44 anni, il 24,8% di persone dai 45 ai 64 anni, e il 16,4% di persone di 65 anni o più. L'età media era di 40 anni. Per ogni 100 femmine c'erano 106,8 maschi. Per ogni 100 femmine dai 18 anni in giù, c'erano 100,8 maschi.
Il reddito medio di un nucleo familiare era di 26.484 dollari, e quello di una famiglia era di 31.389 dollari. I maschi avevano un reddito medio di 26.250 dollari contro i 15.250 dollari delle femmine. Il reddito pro capite era di 15.405 dollari. Circa il 14,3% delle famiglie e il 14,0% della popolazione erano sotto la soglia di povertà, incluso il 19,0% di persone sotto i 18 anni e il 7,3% di persone di 65 anni o più.